# Lista odcinków serialu Bob’s Burgers
Poniżej znajduje się lista odcinków serialu animowanego Bob’s Burgers. Serial doczekał się dotychczas 14 sezonów.
Fabuła serialu skupia się wokół rodziny Belcherów, która prowadzi restaurację Bob’s Burgers. Właścicielem lokalu jest Bob Belcher. Ma żonę Lindę, z którą wychowuje trójkę dzieci: Tinę, Gene’a oraz Louise.
W USA, serial nadawany przez stację Fox od 9 stycznia 2011 roku. W Polsce, serial miał swoją premierę 14 marca 2012 roku, na antenie telewizji Fox Polska. Od 20 stycznia 2015, serial emitowany na antenie Fox Comedy.

## Przegląd serii
| Seria | Seria | Odcinki | Oryginalna emisja   | Oryginalna emisja | Oryginalna emisja    | Oryginalna emisja |
| Seria | Seria | Odcinki | Premiera serii      | Finał serii       | Premiera serii       | Finał serii       |
| ----- | ----- | ------- | ------------------- | ----------------- | -------------------- | ----------------- |
|       | 1     | 13      | 9 stycznia 2011     | 22 maja 2011      | 14 marca 2012        | 25 kwietnia 2012  |
|       | 2     | 9       | 11 marca 2012       | 22 maja 2012      | 2 stycznia 2013      | 30 stycznia 2013  |
|       | 3     | 23      | 30 września 2012    | 12 maja 2013      | 8 stycznia 2014      | 26 marca 2014     |
|       | 4     | 22      | 29 września 2013    | 18 maja 2014      | 20 stycznia 2015     | 31 marca 2015     |
|       | 5     | 21      | 5 października 2014 | 17 maja 2015      | 7 kwietnia 2015      | 16 czerwca 2015   |
|       | 6     | 22      | 27 września 2015    | 22 maja 2016      | 2016                 | 2016              |
|       | 7     | 22      | 25 września 2016    | 11 czerwca 2017   | 2017                 | 2017              |
|       | 8     | 21      | 1 października 2017 | 20 maja 2018      | 2018                 | 2018              |
|       | 9     | 22      | 30 września 2018    | 12 maja 2019      | 26 października 2019 | 3 grudnia 2019    |
|       | 10    | 22      | 29 września 2019    | 17 maja 2020      | 2020                 | 2020              |
|       | 11    | 22      | 27 września 2020    | 23 maja 2021      | 2021                 | 2021              |
|       | 12    | 22      | 26 września 2021    | 22 maja 2022      | 2022                 | 2022              |
|       | 13    | 22      | 25 września 2022    | 30 kwietnia 2023  | 2023                 | 2023              |
|       | 14    | TBA     | 1 października 2023 | TBA               | 2024                 | TBA               |

## Seria 1 (2011)
| №  | #  | Tytuł                                                        | Reżyseria      | Scenariusz                      | Premiera         | Premiera         |
| -- | -- | ------------------------------------------------------------ | -------------- | ------------------------------- | ---------------- | ---------------- |
| 1  | 1  | Human Flesh Ludzkie mięso                                    | Anthony Chun   | Loren Bouchard, Jim Dauterive   | 9 stycznia 2011  | 14 marca 2012    |
| 2  | 2  | Crawl Space Zaklinowany                                      | Kyounghee Lim  | Loren Bouchard, Jim Dauterive   | 16 stycznia 2011 | 14 marca 2012    |
| 3  | 3  | Sacred Cow Święta krowa                                      | Jennifer Coyle | Nora Smith                      | 23 stycznia 2011 | 21 marca 2012    |
| 4  | 4  | Sexy Dance Fighting Sztuki walki                             | Anthony Chun   | Steven Davis, Kelvin Yu         | 13 lutego 2011   | 21 marca 2012    |
| 5  | 5  | Hamburger Dinner Theater Hamburgerowe przedstawienie         | Wes Archer     | Dan Fybel, Rich Rinaldi         | 20 lutego 2011   | 28 marca 2012    |
| 6  | 6  | Sheesh! Cab, Bob? A niech to! Taksówka, Bob?                 | Jennifer Coyle | Jon Schroeder                   | 6 marca 2011     | 28 marca 2012    |
| 7  | 7  | Bed & Breakfast Pensjonat                                    | Boohwan Lim    | Holly Schlesinger               | 13 marca 2011    | 4 kwietnia 2012  |
| 8  | 8  | Art Crawl Pasaż sztuki                                       | Kyounghee Lim  | Lizzie Molyneux, Wendy Molyneux | 20 marca 2011    | 4 kwietnia 2012  |
| 9  | 9  | Spaghetti Western and Meatballs Spaghetti westerny i pulpety | Wes Archer     | Kit Boss                        | 27 marca 2011    | 11 kwietnia 2012 |
| 10 | 10 | Burger Wars Hamburgerowa wojna                               | Boohwan Lim    | Loren Bouchard                  | 10 kwietnia 2011 | 11 kwietnia 2012 |
| 11 | 11 | Weekend at Mort’s Weekend z Mortem                           | Anthony Chun   | Scott Jacobson                  | 8 maja 2011      | 18 kwietnia 2012 |
| 12 | 12 | Lobsterfest Festiwal Homara                                  | Boohwan Lim    | Aron Abrams, Greg Thompson      | 15 maja 2011     | 18 kwietnia 2012 |
| 13 | 13 | Torpedo Baseballista                                         | Kyounghee Lim  | Dan Fybel, Rich Rinaldi         | 22 maja 2011     | 25 kwietnia 2012 |

## Seria 2 (2012)
| №  | # | Tytuł                                        | Reżyseria                  | Scenariusz                      | Premiera         | Premiera         |
| -- | - | -------------------------------------------- | -------------------------- | ------------------------------- | ---------------- | ---------------- |
| 14 | 1 | The Belchies Poszukiwacze skarbu             | Boohwan Lim, Kyounghee Lim | Jon Schroeder                   | 11 marca 2012    | 2 stycznia 2013  |
| 15 | 2 | Bob Day Afternoon Popołudnie z rabusiem      | Wes Archer                 | Dan Fybel, Rich Rinaldi         | 18 marca 2012    | 2 stycznia 2013  |
| 16 | 3 | Synchronized Swimming Pływanie synchroniczne | Anthony Chun               | Holly Schlesinger               | 25 marca 2012    | 9 stycznia 2013  |
| 17 | 4 | Burgerboss Gra wideo                         | Jennifer Coyle             | Scott Jacobson                  | 1 kwietnia 2012  | 9 stycznia 2013  |
| 18 | 5 | Food Truckin’ Ciężarówka gastronomiczna      | Bernard Derriman           | Lizzie Molyneux, Wendy Molyneux | 15 kwietnia 2012 | 16 stycznia 2013 |
| 19 | 6 | Dr. Yap Doktor Yap                           | Anthony Chun               | Steven Davis, Kelvin Yu         | 29 kwietnia 2012 | 16 stycznia 2013 |
| 20 | 7 | Moody Foodie Humorzasty Smakosz              | Boohwan Lim, Kyounghee Lim | Steven Davis, Kelvin Yu         | 6 maja 2012      | 23 stycznia 2013 |
| 21 | 8 | Bad Tina Niegrzeczna Tina                    | Jennifer Coyle             | Holly Schlesinger               | 13 maja 2012     | 23 stycznia 2013 |
| 22 | 9 | Beefsquatch Gene Wielka Stopa                | Wes Archer                 | Nora Smith                      | 20 maja 2012     | 30 stycznia 2013 |

## Seria 3 (2012–2013)
| №  | #  | Tytuł                                                                            | Reżyseria                  | Scenariusz                      | Premiera            | Premiera         |
| -- | -- | -------------------------------------------------------------------------------- | -------------------------- | ------------------------------- | ------------------- | ---------------- |
| 23 | 1  | Ear-sy Rider Motocykliści                                                        | Anthony Chun               | Dan Fybel, Rich Rinaldi         | 30 września 2012    | 8 stycznia 2014  |
| 24 | 2  | Full Bars Pudła pełne batoników                                                  | Boohwan Lim, Kyounghee Lim | Steven Davis, Kelvin Yu         | 7 października 2012 | 8 stycznia 2014  |
| 25 | 3  | Bob Fires the Kids Bob zwalnia dzieciaki                                         | Boohwan Lim, Kyounghee Lim | Lizzie Molyneux, Wendy Molyneux | 4 listopada 2012    | 22 stycznia 2014 |
| 26 | 4  | Mutiny on the Windbreaker Bunt na Windbreakerze                                  | John Rice                  | Kit Boss                        | 11 listopada 2012   | 22 stycznia 2014 |
| 27 | 5  | An Indecent Thanksgiving Proposal Niemoralna propozycja na Święto Dziękczynienia | Tyree Dillihay             | Lizzie Molyneux, Wendy Molyneux | 18 listopada 2012   | 29 stycznia 2014 |
| 28 | 6  | The Deepening Mechaniczny rekin                                                  | Bernard Derriman           | Greg Thompson                   | 25 listopada 2012   | 29 stycznia 2014 |
| 29 | 7  | Tina-Rannosaurus Wrecks Tina rozbija samochód                                    | Wes Archer                 | Jon Schroeder                   | 2 grudnia 2012      | 5 lutego 2014    |
| 30 | 8  | The Unbearable Like-Likeness of Gene Nieznośne podobieństwo Gene’a               | Don MacKinnon              | Holly Schlesinger               | 9 grudnia 2012      | 5 lutego 2014    |
| 31 | 9  | God Rest Ye Merry Gentle-Mannequins Duch Bożego Narodzenia                       | Anthony Chun               | Kit Boss                        | 16 grudnia 2012     | 12 lutego 2014   |
| 32 | 10 | Mother Daughter Laser Razor Matka i córka                                        | Jennifer Coyle             | Nora Smith                      | 6 stycznia 2013     | 12 lutego 2014   |
| 33 | 11 | Nude Beach Plaża dla nudystów                                                    | Wes Archer                 | Scott Jacobson                  | 13 stycznia 2013    | 19 lutego 2014   |
| 34 | 12 | Broadcast Wagstaff School News Szkolna radiostacja                               | Jennifer Coyle             | Greg Thompson                   | 27 stycznia 2013    | 19 lutego 2014   |
| 35 | 13 | My Fuzzy Valentine Puchate Walentynki                                            | Boohwan Lim, Kyounghee Lim | Dan Fybel, Rich Rinaldi         | 10 lutego 2013      | 26 lutego 2014   |
| 36 | 14 | Lindapendant Woman Linda niezależna                                              | Don MacKinnon              | Mike Benner                     | 17 lutego 2013      | 26 lutego 2014   |
| 37 | 15 | O.T.: The Outside Toilet Przenośna toaleta                                       | Anthony Chun               | Lizzie Molyneux, Wendy Molyneux | 3 marca 2013        | 5 marca 2014     |
| 38 | 16 | Topsy Eksperyment naukowy                                                        | Tyree Dillihay             | Loren Bouchard, Nora Smith      | 10 marca 2013       | 5 marca 2014     |
| 39 | 17 | Two for Tina Ich dwóch, Tina jedna                                               | Wes Archer                 | Scott Jacobson                  | 17 marca 2013       | 12 marca 2014    |
| 40 | 18 | It Snakes a Village Polowanie na pytona                                          | Jennifer Coyle             | Kit Boss                        | 24 marca 2013       | 12 marca 2014    |
| 41 | 19 | Family Fracas Rodzinna awantura                                                  | Don MacKinnon              | Holly Schlesinger               | 14 kwietnia 2013    | 19 marca 2014    |
| 42 | 20 | The Kids Run the Restaurant Dzieciaki rządzą w restauracji                       | Boohwan Lim, Kyounghee Lim | Steven Davis, Kelvin Yu         | 21 kwietnia 2013    | 19 marca 2014    |
| 43 | 21 | Boyz 4 Now Boysband                                                              | Anthony Chun               | Lizzie Molyneux, Wendy Molyneux | 28 kwietnia 2013    | 26 marca 2014    |
| 44 | 22 | Carpe Museum Wycieczka do muzeum                                                 | Tyree Dillihay             | Jon Schroeder                   | 5 maja 2013         | 26 marca 2014    |
| 45 | 23 | The Unnatural Nienormalni                                                        | Wes Archer                 | Greg Thompson                   | 12 maja 2013        | 26 marca 2014    |

## Seria 4 (2013–2014)
| №  | #  | Tytuł                                                 | Reżyseria                        | Scenariusz                      | Premiera            | Premiera         |
| -- | -- | ----------------------------------------------------- | -------------------------------- | ------------------------------- | ------------------- | ---------------- |
| 46 | 1  | A River Runs Through Bob Leśna przygoda               | Jennifer Coyle                   | Dan Fybel, Rich Rinaldi         | 29 września 2013    | 20 stycznia 2015 |
| 47 | 2  | Fort Night Noc w forcie                               | Boohwan Lim, Kyounghee Lim       | Mike Olsen                      | 6 października 2013 | 20 stycznia 2015 |
| 48 | 3  | Seaplane! Wodnosamolot                                | Jennifer Coyle                   | Dan Fybel, Rich Rinaldi         | 3 listopada 2013    | 27 stycznia 2015 |
| 49 | 4  | My Big Fat Greek Bob Mój wielki grecki Bob            | Don MacKinnon                    | Scott Jacobson                  | 10 listopada 2013   | 27 stycznia 2015 |
| 50 | 5  | Turkey in a Can Indyk w puszce                        | Boohwan Lim, Kyounghee Lim       | Lizzie Molyneux, Wendy Molyneux | 24 listopada 2013   | 3 lutego 2015    |
| 51 | 6  | Purple Rain-Union Zjazd absolwentów                   | Tyree Dillihay                   | Loren Bouchard, Nora Smith      | 1 grudnia 2013      | 3 lutego 2015    |
| 52 | 7  | Bob and Deliver Nauczanie w stylu Boba                | Don MacKinnon                    | Greg Thompson                   | 8 grudnia 2013      | 10 lutego 2015   |
| 53 | 8  | Christmas in the Car Boże Narodzenie w samochodzie    | Bernard Derriman, Jennifer Coyle | Steven Davis, Kelvin Yu         | 15 grudnia 2013     | 10 lutego 2015   |
| 54 | 9  | Slumber Party Piżamowe party                          | Jennifer Coyle                   | Scott Jacobson                  | 5 stycznia 2014     | 17 lutego 2015   |
| 55 | 10 | Presto Tina-o Asystentka iluzjonisty                  | Chris Song                       | Kit Boss                        | 12 stycznia 2014    | 17 lutego 2015   |
| 56 | 11 | Easy Com-mercial, Easy Go-mercial Rodzinna reklamówka | Tyree Dillihay                   | Jon Schroeder                   | 26 stycznia 2014    | 24 lutego 2015   |
| 57 | 12 | The Frond Files Akta Fronda                           | Jennifer Coyle                   | Lizzie Molyneux, Wendy Molyneux | 9 marca 2014        | 24 lutego 2015   |
| 58 | 13 | Mazel-Tina Najlepszego, Tino                          | Brian Loschiavo                  | Holly Schlesinger               | 16 marca 2014       | 3 marca 2015     |
| 59 | 14 | Uncle Teddy Wujaszek Teddy                            | Don MacKinnon                    | Dan Fybel, Rich Rinaldi         | 23 marca 2014       | 3 marca 2015     |
| 60 | 15 | The Kids Rob a Train Dzieciaki rabują pociąg          | Boohwan Lim, Kyounghee Lim       | Steven Davis, Kelvin Yu         | 30 marca 2014       | 10 marca 2015    |
| 61 | 16 | I Get a Psy-chic Out of You Linda jasnowidzka         | Chris Song                       | Jon Schroeder                   | 6 kwietnia 2014     | 10 marca 2015    |
| 62 | 17 | The Equestranauts Kucykomania                         | Tyree Dillihay                   | Dan Mintz                       | 13 kwietnia 2014    | 17 marca 2015    |
| 63 | 18 | Ambergris Ambra                                       | Don MacKinnon                    | Scott Jacobson                  | 20 kwietnia 2014    | 17 marca 2015    |
| 64 | 19 | The Kids Run Away Dzieciaki uciekają                  | Boohwan Lim, Kyounghee Lim       | Rich Rinaldi                    | 27 kwietnia 2014    | 24 marca 2015    |
| 65 | 20 | Gene It On Dawaj, Gene!                               | Chris Song                       | Greg Thompson                   | 4 maja 2014         | 24 marca 2015    |
| 66 | 21 | Wharf Horse Protest Tiny                              | Brian Loschiavo                  | Nora Smith                      | 11 maja 2014        | 31 marca 2015    |
| 67 | 22 | World Wharf II Wojna o nabrzeże                       | Jennifer Coyle                   | Lizzie Molyneux, Wendy Molyneux | 18 maja 2014        | 31 marca 2015    |

## Seria 5 (2014–2015)
| №  | #  | Tytuł                                          | Reżyseria                        | Scenariusz                      | Premiera            | Premiera    |
| -- | -- | ---------------------------------------------- | -------------------------------- | ------------------------------- | ------------------- | ----------- |
| 68 | 1  | Work Hard or Die Trying, Girl                  | Jennifer Coyle                   | Nora Smith                      | 5 października 2014 | brak danych |
| 69 | 2  | Tina and the Real Ghost                        | Boohwan Lim, Kyounghee Lim       | Steven Davis, Kelvin Yu         | 2 listopada 2014    | brak danych |
| 70 | 3  | Friends with Burger-fits                       | Tyree Dillihay                   | Dan Fybel                       | 16 listopada 2014   | brak danych |
| 71 | 4  | Dawn of the Peck                               | Tyree Dillihay                   | Lizzie Molyneux, Wendy Molyneux | 23 listopada 2014   | brak danych |
| 72 | 5  | Best Burger                                    | Don MacKinnon                    | Mike Benner                     | 30 listopada 2014   | brak danych |
| 73 | 6  | Father of the Bob                              | Chris Song                       | Steven Davis, Kelvin Yu         | 7 grudnia 2014      | brak danych |
| 74 | 7  | Tina Tailor Soldier Spy                        | Don MacKinnon                    | Holly Schlesinger               | 14 grudnia 2014     | brak danych |
| 75 | 8  | Midday Run                                     | Ian Hamilton                     | Scott Jacobson                  | 4 stycznia 2015     | brak danych |
| 76 | 9  | Speakeasy Rider                                | Jennifer Coyle                   | Rich Rinaldi                    | 11 stycznia 2015    | brak danych |
| 77 | 10 | Late Afternoon in the Garden of Bob and Louise | Boohwan Lim, Kyounghee Lim       | Jon Schroeder                   | 25 stycznia 2015    | brak danych |
| 78 | 11 | Can’t Buy Me Math                              | Tyree Dillihay                   | Dan Fybel                       | 8 lutego 2015       | brak danych |
| 79 | 12 | The Millie-churian Candidate                   | Don MacKinnon                    | Greg Thompson                   | 15 lutego 2015      | brak danych |
| 80 | 13 | The Gayle Tales                                | Ian Hamilton                     | Lizzie Molyneux, Wendy Molyneux | 1 marca 2015        | brak danych |
| 81 | 14 | L’il Hard Dad                                  | Chris Song                       | Nora Smith                      | 8 marca 2015        | brak danych |
| 82 | 15 | Adventures in Chinchilla-sitting               | Cecilia Aranovich                | Mike Benner                     | 15 marca 2015       | brak danych |
| 83 | 16 | The Runway Club                                | Jennifer Coyle                   | Steven Davis, Kelvin Yu         | 22 marca 2015       | brak danych |
| 84 | 17 | Itty Bitty Ditty Committee                     | Bernard Derriman                 | Holly Schlesinger               | 26 kwietnia 2015    | brak danych |
| 85 | 18 | Eat, Spray, Linda                              | Tyree Dillihay                   | Jon Schroeder                   | 3 maja 2015         | brak danych |
| 86 | 19 | Housetrap                                      | Jennifer Coyle, Bernard Derriman | Dan Fybel                       | 10 maja 2015        | brak danych |
| 87 | 20 | Hawk & Chick                                   | Tyree Dillihay                   | Rich Rinaldi                    | 17 maja 2015        | brak danych |
| 88 | 21 | The Oeder Games                                | Don MacKinnon                    | Scott Jacobson                  | 17 maja 2015        | brak danych |

## Seria 6 (2015–2016)
| №  | # | Tytuł         | Reżyseria      | Scenariusz                         | Premiera             | Premiera    |
| -- | - | ------------- | -------------- | ---------------------------------- | -------------------- | ----------- |
| 89 | 1 | Sliding Bobs  | Don MacKinnon  | Greg Thompson                      | 27 września 2015     | brak danych |
| 90 | 2 | The Land Ship | Jennifer Coyle | Holly Schlesinger, H. Jon Benjamin | 11 października 2015 | brak danych |
| 91 | 3 | Hauntening    | brak danych    | brak danych                        | 18 października 2015 | brak danych |